# Alice Paul
Alice Stokes Paul (11. ledna 1885 Mount Laurel – 9. července 1977 Moorestown) byla americká kvakerka, sufražetka, feministka a bojovnice za práva žen, jedna z hlavních vůdkyň a stratéžek kampaně za devatenáctý dodatek k americké ústavě, který zakazuje diskriminaci na základě pohlaví v oblasti volebního práva.

## Životopis
Alice Stokes Paulová se narodila 11. ledna 1885 Williamu Mickle Paulovi I. (1850–1902) a Tacie Parry Paulové (1859–1930) v Paulsdale, Mount Laurel Township v New Jersey. Jejími sourozenci byli Willam Mickle Paul II (1886–1958), Helen Paul Shearerová (1889–1971) a Parry Haines Paul (1895–1956). Byla potomkem Williama Penna, kvakerského vůdce a zakladatele Pensylvánie. Vyrůstala v kvakerské tradici veřejné služby.
Alice Paulová se poprvé dozvěděla o volebním právu žen od své matky, členky Národní asociace pro volební právo žen (National American Woman Suffrage Association, NAWSA), a někdy se ke své matce přidávala a navštěvovala sufražistická shromáždění.

### Studium
Paulová navštěvovala školu Moorestown Friends School, kde odmaturovala jako nejlepší ze třídy. V roce 1901 odešla na Swarthmore College, instituci, kterou spoluzakládal její dědeček. Během studia na Swarthmore působila jako členka výkonné rady studentské samosprávy, což byla zkušenost, která v ní možná podnítila její pozdější nadšení pro politický aktivismus. V roce 1905 absolvovala Swarthmore College s bakalářským titulem v oboru biologie. Později emigrovala do Spojených států amerických, kde nejprve působila na stipendijním pobytu.

### První pobyt v USA
Částečně proto, aby se vyhnula učitelské práci, absolvovala po ukončení studia roční stipendijní pobyt v newyorském osadním domě na Lower East Side v Rivington Street Settlement House. Práce na osadnických aktivitách ji sice poučila o potřebě napravit nespravedlnost v Americe, brzy se však rozhodla, že sociální práce není cestou, jak tohoto cíle dosáhnout: „Ve velmi krátké době jsem věděla, že nikdy nebudu sociální pracovnicí, protože jsem viděla, že sociální pracovníci nedělají ve světě mnoho dobrého… sociální prací se situace změnit nedá.”

### Návrat do Británie
Paulová pak v roce 1907 získala magisterský titul na Pensylvánské univerzitě, kde absolvovala kurzy politologie, sociologie a ekonomie. Ve studiu pokračovala ve Woodbrooke Quaker Study Centre v anglickém Birminghamu a navštěvovala kurzy ekonomie na Birminghamské univerzitě, přičemž si nadále vydělávala sociální prací. V Birminghamu poprvé slyšela mluvit Christabel Pankhurstovou. Když se později přestěhovala do Londýna, kde studovala sociologii a ekonomii na London School of Economics, připojila se k militantní skupině pro volební právo Women's Social and Political Union (WSPU), kterou vedla Christabel a její matka Emmeline Pankhurstová.
Paulová byl opakovaně zatčena během demonstrací za volební právo a třikrát si odseděla trest odnětí svobody. Po návratu z Anglie v roce 1910 pokračovala ve studiu na Pensylvánské univerzitě a získala doktorát ze sociologie. Její disertační práce nesla název „Právní postavení žen v Pensylvánii”. Pojednávala o historii ženského hnutí v Pensylvánii i ve zbytku USA a naléhavě zdůrazňovala volební právo žen jako klíčovou otázku.
Po ratifikaci 19. dodatku se zapsala na dvě právnické fakulty, přičemž navštěvovala denní a večerní kurzy, aby mohla rychleji dokončit studium. Později získala v roce 1922 titul LL.B na Washington College of Law na Americké univerzitě. v roce 1927 získala titul Master of Law a v roce 1928 doktorát z občanského práva tamtéž.

### Působení v USA
Paul iniciovala a spolu s Lucy Burns a dalšími strategicky řídila akce, jako byly Pochod za práva žen (Woman Suffrage Procession) a Tiché strážkyně (Silent Sentinels), které byly součástí úspěšné kampaně, jež v roce 1920 vyústila v přijetí dodatku.
Kvůli svému aktivismu byla často terčem policejní brutality a jiného fyzického násilí, vždy však reagovala nenásilně a s odvahou. V roce 1917 byla za účast na protestu Tichých strážkyň před Bílým domem za strašlivých podmínek uvězněna, stejně jako několikrát předtím během úsilí o získání volebního práva pro ženy v Anglii.
Po roce 1920 strávila půl století v čele Národní ženské strany, která bojovala za Dodatek o rovnoprávnosti, jehož autorkami byly Paul a Crystal Eastman a který měl zajistit ústavní rovnoprávnost žen. Velký úspěch jí přineslo zařazení žen mezi skupiny chráněné proti diskriminaci v Zákoně o občanských právech z roku 1964.
Zemřela ve věku 92 let 9. čevence 1977.